# ハイポネックス培地
ハイポネックス培地（Hyponex medium）は、植物育成用の培地 （ばいち）の一種。
株式会社ハイポネックスジャパンの園芸用配合肥料「微粉ハイポネックス」を無機栄養源として使用する。
実用化までの過程が京都大学 の狩野邦雄により書籍において発表され、Kyoto処方、Kano培地、H培地とも呼ばれる。（この書籍が初出文献とされる場合が多いが、ハイポネックスを培地に使用した報告はTsukamoto, Y., K. Kano and T. Katsuura. 1963 のほうが古い。海外ではNishimura, 1982が発表者とされている例もある。）
ラン科植物の無菌播種用として考案された培地だが、組成に植物ホルモン などを追加する等、組成修正を加えることで一般植物の組織培養にも使用できる。
素材の入手・調合が容易で、なおかつ安価であるため、日本国内では植物培養の代表的培地の一つとなっている。

## 開発の経緯
本来、植物培養には精製された化学薬品のみから調製された完全合成培地を使うことが望ましい。組成が明確でなければ、培養の再現性が得にくいためである。
しかし植物育成培地には数多くの成分が必要で、微量元素などは正確な計量も難しく、培地作成が非常に煩雑である。そこで窒素源や微量元素などが最初から配合されている市販の園芸肥料を培地素材として流用できないか検討が進められた。その結果いくつかの市販肥料のうち「微粉ハイポネックス」（窒素6.5―リン酸6―カリ19）が培地の無機栄養源として使用できることが報告された。
その後の数多くの追試から、多くの植物でハイポネックス培地は研究用培地と遜色の無い培養成績が得られることが確認され、日本国内では学術研究、営利生産業、趣味的な家庭培養まで植物培養に広く使用されている。一方、国外ではハイポネックスが販売されていないため、ハイポネックス培地はほとんど使用されていない。

## 注意事項
発売初期の微粉ハイポネックスは潮解性があったが、現在は開封保存が可能になっており、粒子がやや荒くなっているなど商品性状に差異が認められる。保管されていた過去の製品と、現在の製品でそれぞれ培地を作成し、比較培養すると有意な生育差が認められる場合がある。
生育差の原因は経年によって成分変化が生じたためか、商品の配合成分の変更によるものか特定されていないが、文献発表時と、現在販売されている製品の成分が同一とは限らない点には留意が必要である。発売中の製品でも、製品ロットによって作成した培地の固さが微妙に異なるなど、成分差異の疑われる事例が認められる。余裕があれば輸入年度の異なる商品を使って比較検討してみることが望ましい。
またハイポネックス・ジャパンからは配合成分の異なる、さまざまな液体肥料（「ハイポネックス原液」、「ハイポネックス野菜の液肥」、「ハイポネックス・ハイグレード」シリーズ各種、など）も発売されている。しかし培地素材として使用方法が確立されているのは「微粉ハイポネックス」のみである。
各種のハイポネックス液肥を培地素材として使用した場合、微粉ハイポネックス培地とは著しい生育差が認められる。
明らかな生育向上が認められる例もある反面、種子発芽阻害、重度の発育異常、枯死など致命的な結果になる場合も多く、現在のところ各種のハイポネックス液肥は培地用としての使用基準が確立されていない。
なお培養対象によってはビタミンや特定の有機物、植物ホルモンなどの 生理活性物質の添加を必要とする場合や、好適な成分濃度が一般と異なる植物もある。そのような例では基本ハイポネックス培地をそのまま使用しても培養できないため、培養対象に適した組成・濃度に修正する必要がある。
培地組成以外にも低温処理や暗黒培養など、培養条件の変更が必要な場合もある。
これらの諸条件を検討しても何らかの未解明の理由によって、いまだに培養に成功していない植物も少なくない。

## 培地組成
ハイポネックス基本培地（狩野、1976年）
微粉ハイポネックス 3 g
ショ糖 35 g
寒天 15 g
水 1000ml
pH 5.0前後に調整
注1：寒天は酸性領域で加熱すると加水分解し、固化が阻害される。発表時の処方ではpHが低いため寒天が多めに添加されているが、中性に近いpH領域では寒天8g程度でも問題なく固化する。好適なpHは植物によって異なるので、pHに応じて寒天の量を調整することが望ましい。（一般には、培地はある程度柔らかいほうが生育は良好になる。）
注2：温帯地域産の地生蘭など、一部の植物ではハイポネックスおよびショ糖の濃度を、基本の2分の1から3分の1にした希釈培地のほうが順調に発育する。
デンドロビウム無菌播種用（狩野、1976年）
微粉ハイポネックス 3 g
リンゴジュース 100ml
ショ糖（総糖濃度で、ジュース中の糖分も含め） 35 g
寒天 15 g
水 900ml
pH 5.0 前後に調整
注3：着生蘭の多くは実生生育初期にナイアシンの生合成系が欠如しており、ナイアシンが培地に含まれていないと発育が抑制される。その他の有機物の必要性は研究者によって結果が一致していないが、果汁などの天然素材を添加することで著しい生育促進効果が得られる事例は、多くの生産現場において経験的に確認されている。
ただし天然素材は有効成分および含有量が一定でなく、使用材料の差異によって生育差が生じることは避けられない。また同一種でも、個体差や発育段階の違い、あるいは未熟種子と完熟種子では最適な添加物・培地濃度が異なるため、上記の処方内容は絶対的な指標とはなりえない。
またナゴランではリンゴジュースより柑橘類のジュースのほうが生育良好であるなど、培養対象によって好適な添加物が異なることが報告されている。培養対象と添加物の組み合わせによっては、添加物を入れることでむしろ生育が阻害される場合もある。
注4：果汁は酸性なので、混入すると寒天の固化を阻害する。そのためアルカリを加えてpHを調整する必要があるが、調整に使用する薬品成分も培地中に追加されてしまう点に留意する。果汁の代わりに、pHに影響を与えにくい ジャガイモ角切り、 バナナ果肉角切りなどを培養容器に入れ、煮溶かした培地を注ぎ入れてから滅菌するなどの手法がとられる場合もある。
コチョウラン（Phalaenopsis属）用（市橋、2006年）
微粉ハイポネックス 2 g
硝酸アンモニウム 1 g
ジャガイモしぼり汁 100g
ペプトン 2 g
ショ糖 20 g
ゲルライト 3 g
水 900ml
pH 5.6～6.1 に調整(原注：品種によって好適pHは異なる)
注5：この処方では固化剤として寒天でなくゲルライト（ゲランガム）が使用されている。ゲルライトは寒天に比べて透明度が高いため培養対象の観察に適し、不純物が少ないことから培養においても好結果が得られる場合が多いとされる。ただしゲルライトのゲル強度は培地中の2価イオン濃度に比例する(大橋ら、1986)ので、無機塩濃度の低い希釈培地は固化できない。また培養対象が無機塩を吸収すると培地は液化する。ハイポネックス培地では部分的に固化しやすく均一に混じりにくい傾向もある。
注6：コチョウランの場合、微粉ハイポネックス培地では地下部はよく発達するが、地上部の発育が良くない。培地中のアンモニア態窒素、およびアミノ酸等の有機態窒素の比率を高めることで地上部がより発達し、地下部の伸長は抑制される。（以上市橋原注）
なお、培地中の「硝酸態窒素：アンモニア態窒素：アミノ酸等の有機態窒素」の最適混合比・最適濃度は植物によって大きく異なる。アンモニウムイオンは根の伸長を阻害するため、（細菌による分解吸収・土壌吸着などの無い無菌培養下では）培養対象の好適濃度を超えていると、地下部の発達が極端に抑制されたり、枯死する場合もある。
注7：根を形成する以前の幼若なコチョウランでは、ジャガイモを添加する場合には活性炭を加えないほうが生育が良い。ジャガイモの代わりにバナナ（100 g/l）を使用した培地では生育が不良となるが、活性炭を同時添加するとジャガイモ以上の発育促進効果が得られる。
スズムシソウ無菌播種用（及川、1988年）
微粉ハイポネックス 1. 5 g
ショ糖 15 g
寒天 7 g
バクトトリプトン 0. 5 g
バナナ 30 g
ジャガイモ 30 g
活性炭粉末 1 g
水（たして全量で） 1000 ml
pH 5.6～6.4 に調整
(及川原注：上記にMurashige and Skoog培地用の微量要素、およびフミン酸 50 mg/l も添加するとよい)
注8：微量要素は、通常は天然素材に含まれる量だけで必要量が満たされる。MS培地用の微量要素は比較的高濃度のため、低濃度の培地に所定量を追加すると、むしろ生育阻害をおこすことがある。
注9：上記処方では寒天7gとなっているが、市販の製菓用寒天などには凝固力がやや劣る商品もあり、8g以上添加しないと固化しない場合がある。
注10：元処方ではバナナ、ジャガイモをつぶして混入しているようだが、その場合は培地の粘性が上昇して加熱滅菌中に激しく泡立ち、培養容器の通気フィルターを目詰まりさせて容器が破裂することがある。
これを避けるためバナナ、ジャガイモを角切りにして混入した場合に、生育差が生じるか否かについては報告されていない。
注11：ビタミン、アミノ酸類、バナナ、ジャガイモなどの有機素材は培地組成との組み合わせによって、あるいは培養する植物種によっては添加により生育を阻害することがある。一例としてサギソウでは有機添加物を加えると生育阻害を生じる系統が多いので、単純な基本培地を使用したほうが失敗が少ない。なお、サギソウでは基本培地の糖濃度のみ10g/lに制限すると、新球根の肥大が良好になるという報告もある。
注12：複雑な天然有機物を添加した培地では、前述のように活性炭を添加した場合と添加しない場合で、他の成分が同一でも著しい生育差が生じる場合がある。同一種でも品種や系統によって差異が認められるので、培養データの無い品種では組み合わせを変えた培地で比較検討してみることが望ましい。
ツレサギソウ属 無菌播種用（山本、2010年）
微粉ハイポネックス 1～1. 5 g
ショ糖 10～15 g
粉末寒天 8 g
混合アミノ酸粉末（ビタミンB群、ナイアシン添加） 300 mg
ジャガイモ5mm角切り 1個/培地5ml（滅菌前に培養瓶に投入）
活性炭粉末 1 g
水 1000ml
pH 6.0 に調整
注13（山本原注）：一般には培地用のアミノ酸源としてペプトン類が使用されることが多いが、この処方では市販の（ネット通販で容易に入手できる）スポーツ選手用のビタミン入りアミノ酸サプリメントで代用している。市販品には代謝に利用されにくいアミノ酸だけを配合した商品や、塩分、糖分などが含まれている場合もあるので、成分表を確認してから使用する必要がある。なお、初発表時に使用していた粉末アミノ酸サプリメントは発売休止になっており、現在はアミノ酸サプリメント錠剤（ビタミンＢ群含有）を乳鉢で粉末にし、薬局で取り寄せたナイアシンを添加して使用している。
注14：培地へのアミノ酸添加の効果については報告例が数多くあるが、対象種によって、あるいは同一種であっても促進的か阻害的か、研究者によって結果は必ずしも一致していない。傾向としては一種類のアミノ酸の単一添加よりも、カゼイン加水分解物などのアミノ酸複合物のほうが効果的とされている例が多い。単一添加では他のアミノ酸の合成がフィードバック的に抑制されたり、生育段階により異なる種類のアミノ酸が必要になる可能性もある。
欧州産地生蘭・無菌播種用（山本、2012年）
ハイポネックス ハイグレード・開花促進（窒素0－リン酸6―カリ4） 0.3ml
ショ糖 10g
粉末寒天 8g
混合アミノ酸粉末（ビタミンB群、ナイアシン添加） 300mg
ビール酵母粉末　500mg
ジャガイモ5mm角切り 1個/培地5ml（滅菌前に培養瓶に投入）
活性炭粉末 1g
水 1000ml
pH 7.5 に調整
注15（山本原注）：ヨーロッパ産のOrchis属、Ophrys属などの地生蘭の無菌播種では、培地に硝酸態窒素が含まれていると発芽率が低下する。そこで窒素肥料を含まない液体肥料に、窒素源としてアミノ酸、およびその同化に必要となるビタミン類を加えて作成した処方である。緑化・発葉後には硝酸還元酵素の活性が上昇し、ある程度の硝酸態窒素が存在しているほうが生育が良くなるとされており、移植培地では「ハイグレード・開花促進」の一部を「ハイグレード・洋ラン」（窒素6－リン酸6―カリ6）に置き換えたほうが生育が良好になる傾向が認められた。しかし育成培地におけるアンモニウムイオン・硝酸イオン・アミノ酸の最適比については十分に検討できていない。植物体が生長してくるにつれ栄養分の吸収速度が上昇し、培地濃度が低下しやすくなるので、生育と共に無機塩および糖濃度を若干上昇させた培地に移植していく。
注16（山本原注）：成株がアルカリ土壌を好むため、培地も酸性域にすることを避けているが、最適pHについては検討していない。
中性～アルカリ領域では鉄イオンが不溶性のFe(OH)3を形成し、鉄欠乏をひきおこすため培地は基本的には酸性にするべきとされている。
エチレンジアミン四酢酸などでキレート化された鉄が配合されている場合は鉄欠乏はおきにくいが、pH6.85以上では一部の鉄イオンに不溶化が生じる。